# Equip Crònica
L'Equip Crònica o Cròniques de la realitat (oficialment i en castellà Equipo Crónica) va ser un grup de pintors valencians actiu entre 1965 i 1981, data en què va morir Rafael Solbes. El van fundar Manolo Valdés, Rafael Solbes i Juan Antonio Toledo, si bé aquest últim es va deslligar aviat del grup. Va produir pintures de gran format, juntament amb escultures i gravats seriats. Hi ha exemples rellevants d'aquest grup a l'IVAM de València i el Museu Reina Sofia de Madrid.
Equip Crònica es va apartar de l'art informal per conrear una pintura figurativa dintre de la tendència del Pop art. Analitzava críticament la situació política d'Espanya i la història de l'art. Es va inspirar en obres clàssiques com el Guernica de Picasso o Las Meninas de Velázquez, entre d'altres.
La seva barreja és única: una mica realista, una mica crítica, bastant pop, amb cites pictòriques, anacronismes i pastitxos agredolços. L'ombra del franquisme és present en tota la seva obra. Les seves pintures i serigrafies parodien els retrats reals de Velázquez, que en aquells anys eren utilitzats en cartells publicitaris pel Ministeri d'Informació i Turisme de Manuel Fraga. Enfront de la imatge grandiosa i pintoresca d'Espanya que el règim franquista volia projectar, l'Equip Crònica incidia en una altra més ombrívola, tot recorrent a la ironia.